# سامسون (فیلم ۱۹۲۳)
سامسون (انگلیسی: Samson) فیلمی ایتالیایی در سبک درام است که در سال ۱۹۲۳ منتشر شد.